# Pripoved (sura)
Pripoved (arabsko Al-Qasas) je 28. sura (poglavje) v Koranu, ki jo sestavlja 88 ajatov (verzov). Je meška sura.
Med opravljanjem molitve (salata oz. namaza) pri tej suri verniki opravijo 9 ruku'jev (priklonov).